# Even Worse
Even Worse è il quinto album studio di "Weird Al" Yankovic edito nel 1988.

## Tracce
1. Fat (parodia di Bad, di Michael Jackson) - 3:37
2. Stuck in a Closet With Vanna White - 5:01
3. (This Song's Just) Six Words Long (parodia di Got My Mind Set On You, di George Harrison) - 3:37
4. You Make Me - 3:05
5. I Think I'm a Clone Now (parodia di I Think We're Alone Now, di Tiffany, brano originariamente interpretato da Tommy James and the Shondells) - 3:20
6. Lasagna (parodia di La Bamba, dei Los Lobos) - 2:46
7. Melanie - 3:58
8. Alimony - 3:16 (parodia di Mony Mony, di Billy Idol)
9. Velvet Elvis - 4:30
10. Twister - 1:03
11. Good Old Days - 3:23

## Musicisti
- "Weird Al" Yankovic - fisarmonica, tastiera, cantante
- Kim Bullard - sintetizzatore
- Rick Derringer - chitarra
- Steve Jay - basso, coro
- Nicolette Larson - coro
- Jon "Bermuda" Schwartz - batteria, percussioni
- Joe Sublett - sassofono
- Jim West - chitarra, mandolino, coro